# Waupun
Waupun é uma cidade localizada no estado norte-americano de Wisconsin, no Condado de Dodge e Condado de Fond du Lac.

## Demografia
Segundo o censo norte-americano de 2000, a sua população era de 10.718 habitantes.
Em 2006, foi estimada uma população de 10.676, um decréscimo de 42 (-0.4%).

## Geografia
De acordo com o United States Census Bureau tem uma área de
9,6 km², dos quais 9,6 km² cobertos por terra e 0,0 km² cobertos por água.

## Localidades na vizinhança
O diagrama seguinte representa as localidades num raio de 20 km ao redor de Waupun.